# Історія кам'яного століття
«Історія кам'яного століття» (англ. A Story of the Stone Age) — оповідання англійського письменника Герберта Веллса. Видане у 1897 році.

## Сюжет
Печерний чоловік на ім'я Фу-Ломі вбиває свого суперника, фактичного ватажка племені Уя. Перебуваючи у вигнанні Фу-Ломі стає першою людиною, яка з'єднала камінь та дерево, та зробила нову сокиру. Він використовує цю зброю та свій розум щоб стати потрібним племені.